# Campeonato Alemán de Fútbol 1938
El Campeonato Alemán de Fútbol 1938 fue la 31.ª edición de la máxima competición futbolística de Alemania.

## Fase de grupos

### Grupo A
|   | Clasificación          | Pts | PJ | PG | PE | PP | GF | GC |
| - | ---------------------- | --- | -- | -- | -- | -- | -- | -- |
| 1 | Hamburgo SV            | 10  | 6  | 5  | 0  | 1  | 21 | 5  |
| 2 | Eintracht Frankfurt    | 10  | 6  | 5  | 0  | 1  | 24 | 13 |
| 3 | Stettiner SC           | 4   | 6  | 2  | 0  | 4  | 12 | 18 |
| 4 | Yorck Boyen Insterburg | 0   | 6  | 0  | 0  | 6  | 4  | 25 |

### Grupo B
|   | Clasificación  | Pts | PJ | PG | PE | PP | GF | GC |
| - | -------------- | --- | -- | -- | -- | -- | -- | -- |
| 1 | FC Schalke 04  | 8   | 6  | 3  | 2  | 1  | 19 | 6  |
| 2 | VfR Mannheim   | 8   | 6  | 3  | 2  | 1  | 15 | 10 |
| 3 | Berliner SV 92 | 4   | 6  | 1  | 2  | 3  | 8  | 11 |
| 4 | SV Dessau 05   | 4   | 6  | 1  | 2  | 3  | 6  | 21 |

### Grupo C
|   | Clasificación           | Pts | PJ | PG | PE | PP | GF | GC |
| - | ----------------------- | --- | -- | -- | -- | -- | -- | -- |
| 1 | Fortuna Düsseldorf      | 10  | 6  | 4  | 2  | 0  | 14 | 4  |
| 2 | BC Hartha               | 6   | 6  | 1  | 4  | 1  | 8  | 12 |
| 3 | VfB Stuttgart           | 5   | 6  | 2  | 1  | 3  | 14 | 9  |
| 4 | Vorwärts RaSpo Gleiwitz | 3   | 6  | 1  | 1  | 4  | 9  | 20 |

### Grupo D
|   | Clasificación    | Pts | PJ | PG | PE | PP | GF | GC |
| - | ---------------- | --- | -- | -- | -- | -- | -- | -- |
| 1 | Hannover 96      | 12  | 6  | 6  | 0  | 0  | 16 | 5  |
| 2 | FC Núremberg     | 8   | 6  | 4  | 0  | 2  | 15 | 9  |
| 3 | Alemannia Aachen | 4   | 6  | 2  | 0  | 4  | 11 | 17 |
| 4 | FC Hanau 93      | 0   | 6  | 0  | 0  | 6  | 5  | 16 |

## Fase final

### Semifinales
| FC Schalke 04 | 1 – 0 | Fortuna Düsseldorf |

| Hannover 96 | 3 – 2 t.s. | Hamburgo SV |

### Tercer puesto
| Fortuna Düsseldorf | 0 – 0 ; 4 – 2 | Hamburgo SV |

### Final
| Hannover 96 | 4 – 3 t.s. | FC Schalke 04 |

Una primera final jugada en el Olympiastadion de Berlín el 26 de junio de 1938 terminó 3-3 luego del tiempo suplementario.
|                               |
| Campeón Hannover 96 1° título |